# Sandalodes bipenicillatus
Espèce
Synonymes
- Mopsus bipenicillatus Keyserling, 1882

Sandalodes bipenicillatus est une espèce d'araignées aranéomorphes de la famille des Salticidae.

## Distribution
Cette espèce est endémique d'Australie. Elle se rencontre au Queensland et en Nouvelle-Galles du Sud.

## Description
La carapace du mâle décrit par Żabka en 2000 mesure 4,10 mm de long et l'abdomen 4,86 mm et la carapace de la femelle mesure 3,34 mm de long et l'abdomen 4,56 mm.

## Publication originale
- Keyserling, 1882 : Die Arachniden Australiens. Nürnberg, vol. 1, p. 1325-1420 (texte intégral).